# Fairchild Peak
Der Fairchild Peak ist ein 2180 m hoher und felsiger Berg in der antarktischen Ross Dependency. In der Königin-Alexandra-Kette ragt er 2,5 km südsüdöstlich des Portal Rock an der Südseite der Mündung des Tillit-Gletschers in den Lennox-King-Gletscher auf. 
Das Advisory Committee on Antarctic Names benannte ihn 1966 nach William W. Fairchild, Strahlenwissenschaftler des United States Antarctic Program auf der McMurdo-Station im Jahr 1961.